# Legió II Augusta

Mapa de l'imperi romà l'any 125 dC, sota l'emperador Hadrià, que mostra la Legio II Augusta, ubicada a Isca Silurum (Caerleon, Gal·les), a la província de la Britannia, des 74 dC a almenys 269

La Legió II Augusta va ser una legió romana reclutada per Gaius Vibius Pansa Caetronianus l'any 43 aC, i encara es tenen registres de la seva operació a Britànnia durant el segle iv. Els seus emblemes eren el capricorn, el pegàs i el déu Mart.
La II Augusta la va reclutar originalment Pansa Caetronianus sota ordres d'August, per lluitar contra Marc Antoni; la legió va participar en la batalla de Filipos i en la batalla de Perusa. Els primers anys del regnat d'August la legió va ser aquarterada a Hispània, per lluitar en les guerres càntabres, i després es va instal·lar a la Tarraconense. Tot i així, després de la batalla del bosc de Teutoburg, la II Augusta es va desplaçar a Germània per reforçar la frontera (limes) del Rin. Després de l'any 17 se sap que estava aquarterada a Argentorate (actual Estrasburg).
La legió va participar en la invasió de Britànnia de l'any 43, sota el comandament del futur emperador Vespasià, on es destacà com una de les millors legions. Va fixar el seu campament en aquella regió de forma permanent durant la dominació romana. Participà en l'aixafament de la Revolta de Boudica i, posteriorment, diversos destacaments de la legió es van assignar a diferents llocs de Britànnia; del 66 al 74 el gruix de la legió estava aquarterat a Glevum (actual Gloucester) i després es traslladà a Isca Silurum (actual Caerleon), on va construir una fortalesa permanent de pedra, ocupada fins a finals del segle iii. L'any 122 va ajudar a la construcció del mur d'Adrià.